# Krupp Knapsack
Die Krupp „Knapsack“ ist eine normalspurige, dreiachsige Nassdampf-Tenderlokomotive (Achsfolge C) aus dem Nachkriegs-Typenprogramm der Lokomotiv- und Waggonbaufabrik Krupp, Essen. Ihre Bauart basiert auf einem Einzelstück, welches bereits 1935 an die „AG für Stickstoffdünger“ in Hürth-Knapsack geliefert wurde. Von diesem Vorläufer leitet sich auch die Typenbezeichnung ab.
Mit einer Leistung von rund 400 PSi und einer zulässigen Höchstgeschwindigkeit von 45 km/h in erster Linie für den Einsatz im Übergabe- und Verschubdienst von Industrie- und Werksbahnen konzipiert, wurden von 1949 bis 1961 zwölf Lokomotiven dieses Typs an acht verschiedene Betreiber in Deutschland geliefert. Weitere drei Exemplare wurden in den Jahren 1953 und 1960 in die Türkei exportiert. Wichtigster Betriebsort der Knapsack war die Zeche Niederberg in Neukirchen-Vluyn, auf der zeitweilig bis zu fünf Maschinen eingesetzt waren.

## Erhaltene Exemplare
Sechs Exemplare der Knapsack sind in Deutschland bis heute erhalten geblieben. Die letztgebaute, im Jahre 1961 unter der Fabriknummer 3435 an die Zeche Niederberg gelieferte Maschine war zugleich auch als letzte ihres Typs noch betriebsfähig; sie wurde bis 2016 regelmäßig zur Bespannung des Museumszuges der Hespertalbahn in Essen-Kupferdreh eingesetzt.
| Fabr.-Nr. | Lieferjahr | Eigentümer bzw. Standort / Status                                                        |
| --------- | ---------- | ---------------------------------------------------------------------------------------- |
| 2821      | 1949       | Privatbesitz. Nicht betriebsfähig, betriebsfähige Aufarbeitung geplant.                  |
| 2824      | 1951       | Delmenhorst-Harpstedter Eisenbahnfreunde, Harpstedt. Nicht betriebsfähig.                |
| 2825      | 1951       | Eisenbahnmuseum Dieringhausen. Nicht betriebsfähig, betriebsfähige Aufarbeitung geplant. |
| 3113      | 1953       | PFT-TSP (Belgien), ex Westfälische Almetalbahn, Altenbeken. Nicht betriebsfähig.         |
| 3114      | 1953       | Westfälisches Industriemuseum, Dortmund-Bövinghausen. Nicht betriebsfähig.               |
| 3435      | 1961       | Hespertalbahn e. V., Essen-Kupferdreh. Mit Fristablauf abgestellt.                       |

## Bildergalerie

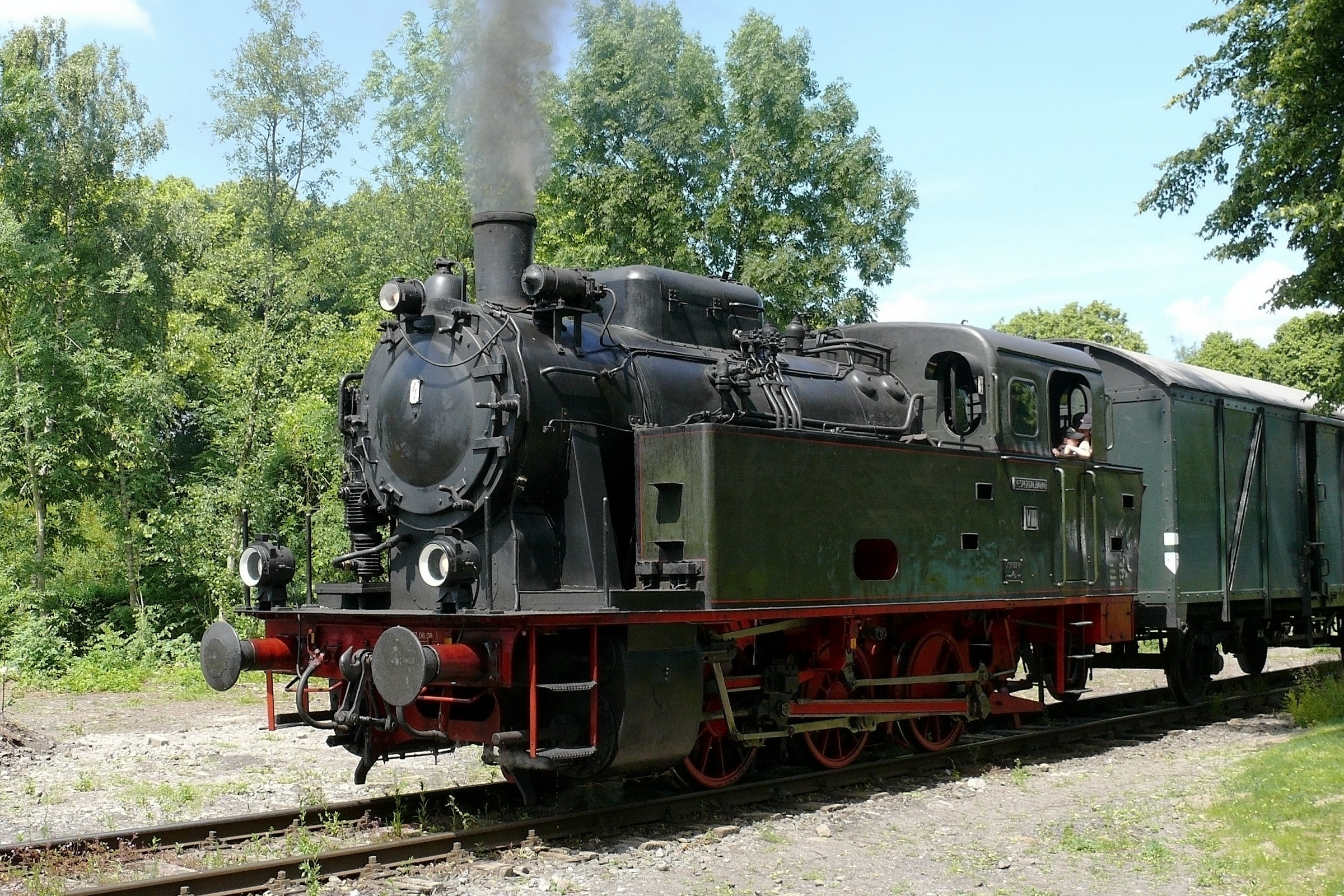
Die Knapsack der Hespertalbahn, Essen-Kupferdreh, 31. Mai 2009
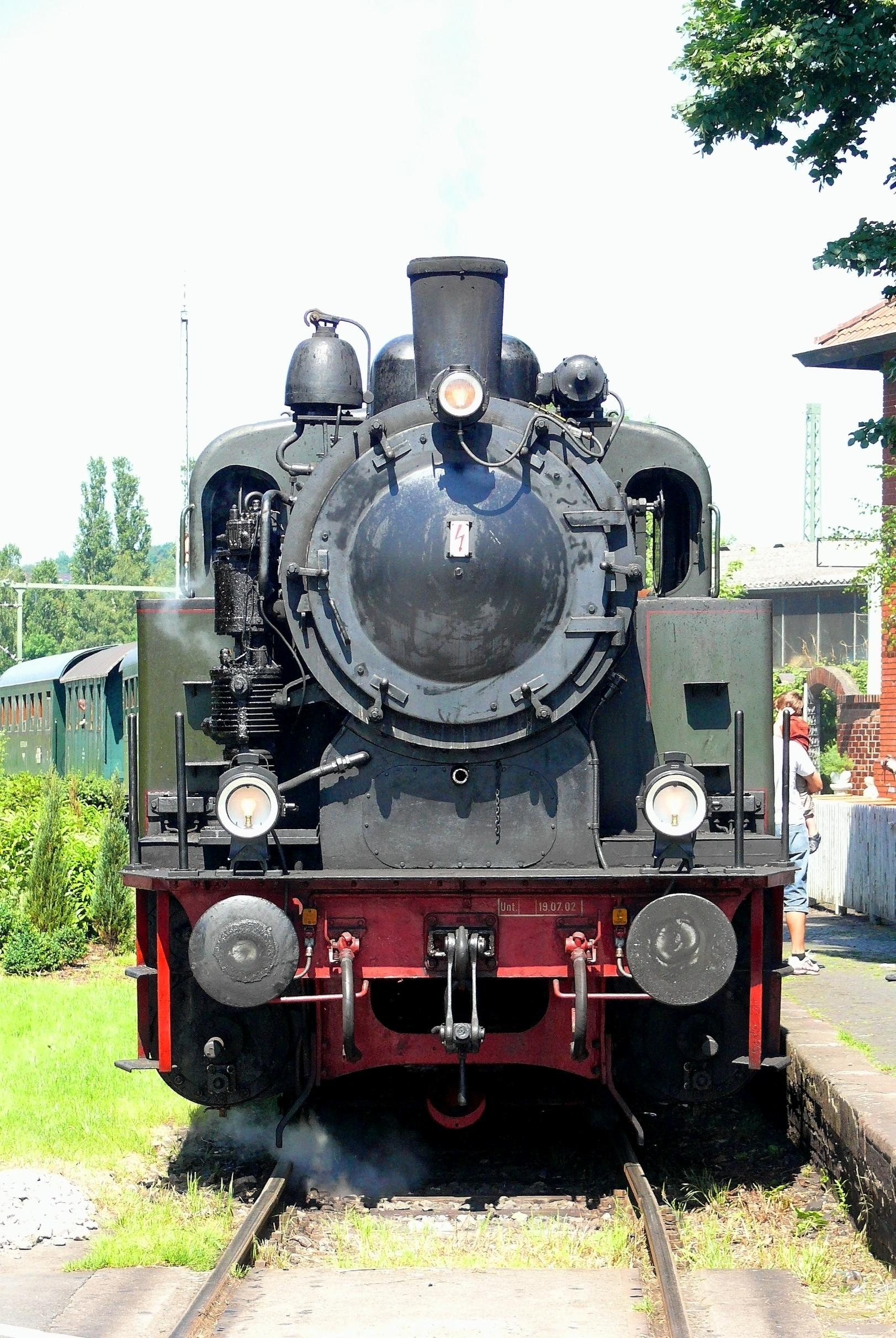
Frontansicht der Hespertalbahn-Knapsack, 1. Juni 2008
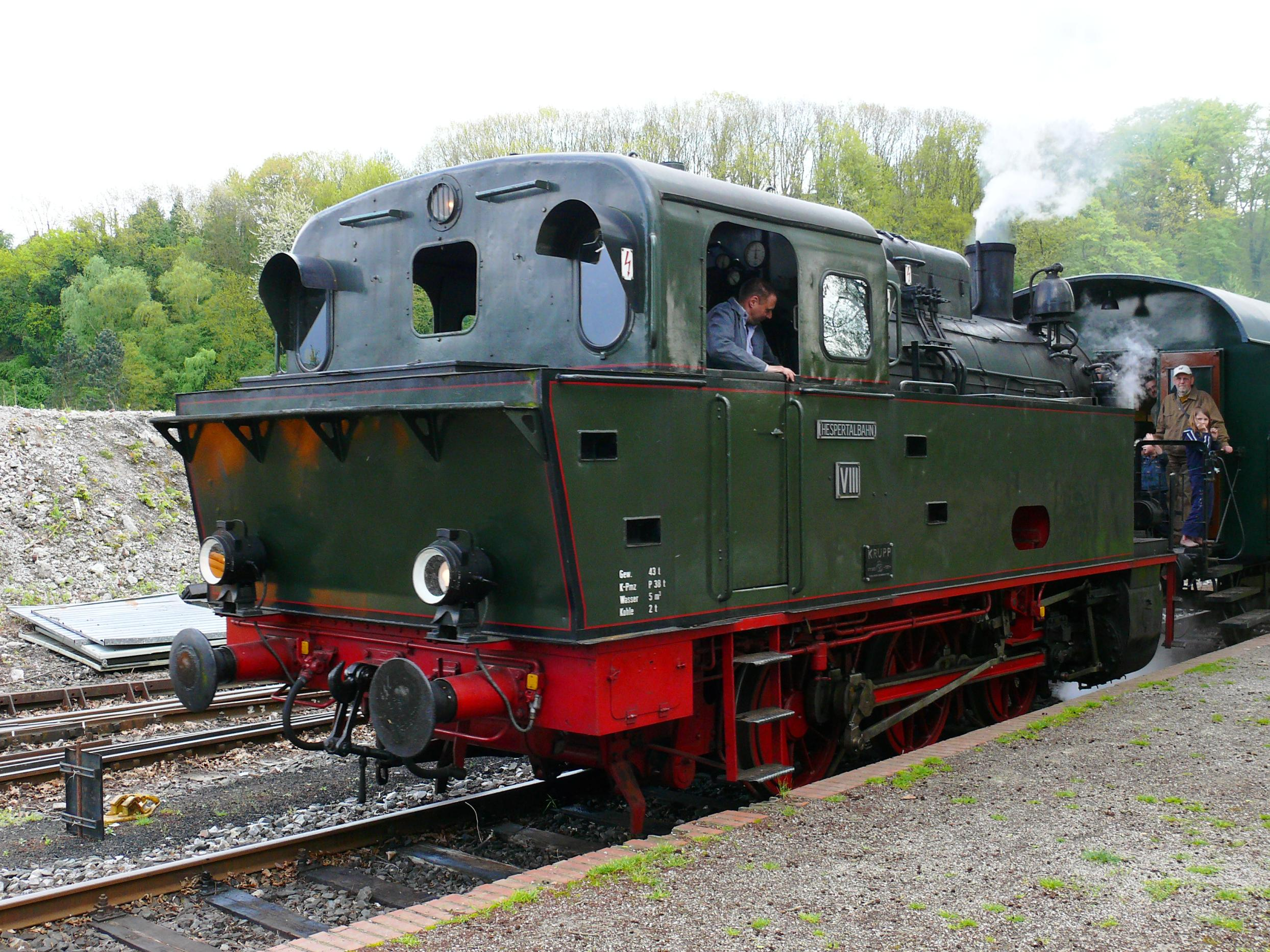
Dieselbe Maschine am 1. Mai 2008